# Station Achy
Station Achy is een spoorwegstation in de Franse gemeente Achy. Het station is gesloten.

## Treindienst
| Serie | Treinsoort | Route                                           | Bijzonderheden |
| ----- | ---------- | ----------------------------------------------- | -------------- |
| P 30  | TER (SNCF) | Beauvais – Achy – Abancourt – Eu – Tréport-Mers |                |